# Chiesa di Santa Maria Assunta (Casarza Ligure)
La chiesa di Santa Maria Assunta è un luogo di culto cattolico situato nella frazione di Massasco, in piazza della Chiesa, nel comune di Casarza Ligure nella città metropolitana di Genova. La chiesa è sede della parrocchia omonima del vicariato di Sestri Levante della diocesi di Chiavari.

## Storia

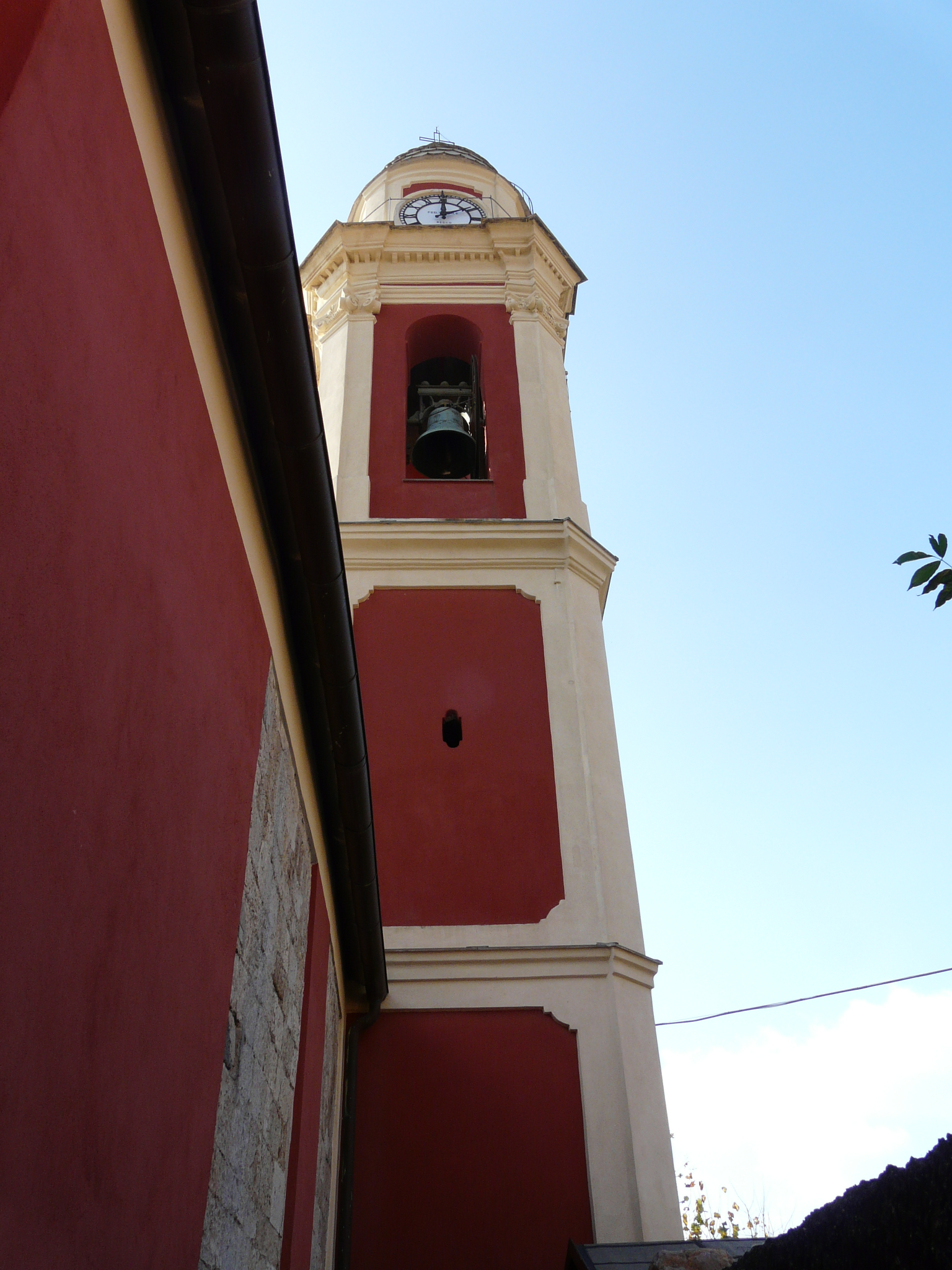
Particolare del campanile

Eretta nella frazione di Massasco la sua parrocchia è antica in quanto nominata, con il nome di Navasco, in un diploma del 774 dell'imperatore Carlo Magno a favore dell'abbazia di San Colombano di Bobbio ed in un successivo documento del 981 dell'imperatore Ottone II di Sassonia.
Rettoria dipendente dalla pieve di Santo Stefano del Ponte di Sestri Levante fino al 1413, fu in seguito sottoposta alla comunità plebana di Sant'Antonino in Castiglione Chiavarese nella diocesi di Brugnato.
Alcuni documenti del XVI secolo attestano la dipendenza verso l'abbazia di San Fruttuoso di Capodimonte (Camogli) e dal 1483 il passaggio nell'arcidiocesi di Genova unendo la sua parrocchia con la comunità dei santi Rocco e Gaetano in Campegli.
Nel 1959 anche la parrocchia di Massasco, soggetta al vicariato di Sestri Levante della diocesi brugnatese, passò negli attuali confini religiosi della diocesi di Chiavari.